# Ben-Zion Dinur

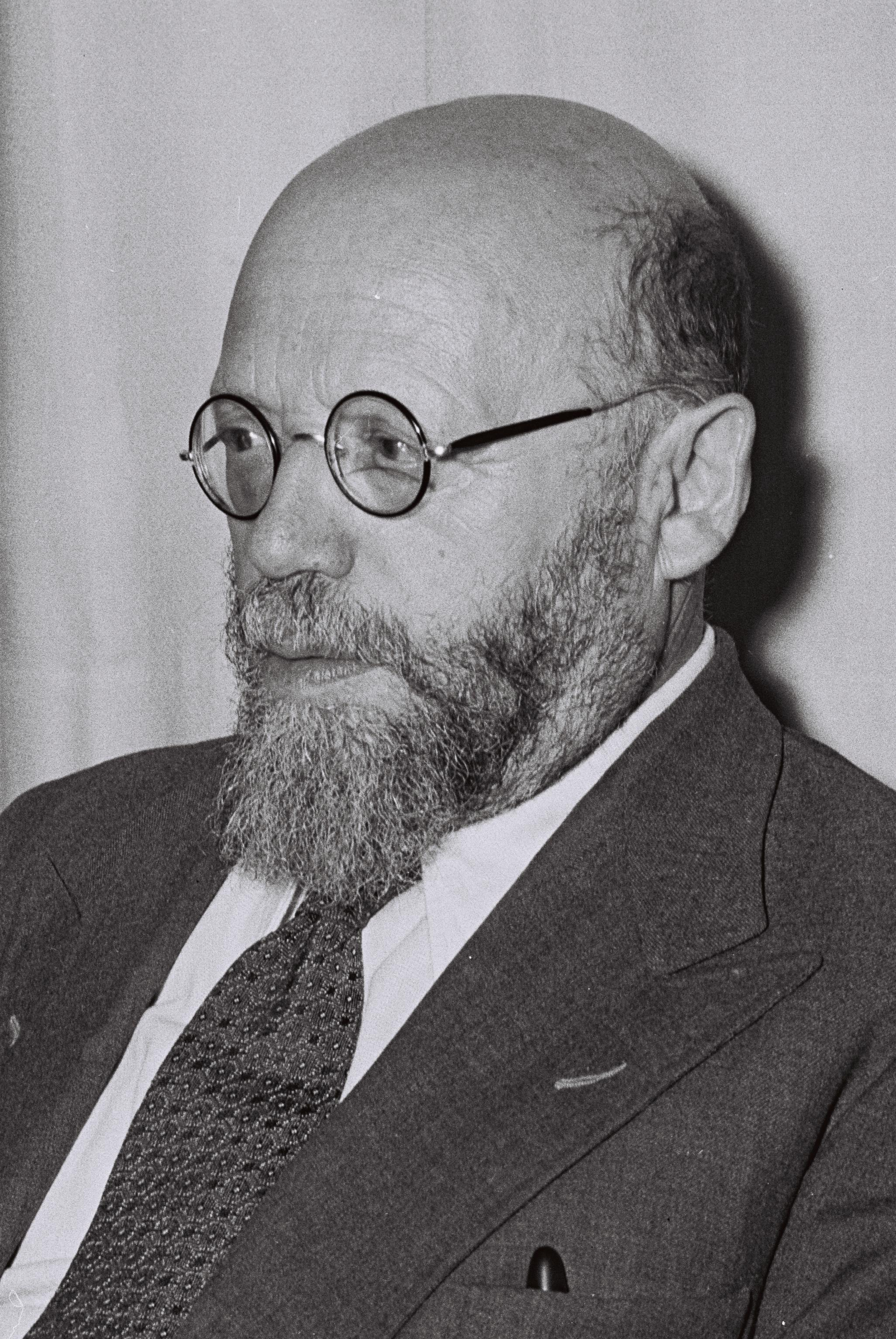
Ben-Zion Dinur (1951)

Ben-Zion Dinur (geboren als Ben-Zion Dinaburg, hebräisch בן ציון דינור, russisch Бенцион Динабург; * 2. Januarjul. / 14. Januar 1884greg. in Chorol, Gouvernement Poltawa, Russisches Kaiserreich; † 8. Juli 1973 in Jerusalem) war ein Historiker und israelischer Minister (Mapai). Die Historikerin Margaret MacMillan bezeichnet ihn als einen der Gründerväter einer israelischen Geschichtsschreibung, der die Funktion zukam, das Überleben des neu gegründeten Staates Israel zu sichern.

## Leben
Ben-Zion Dinaburg konnte 1921 ins britisch verwaltete Palästina gelangen. Er war Mitglied der ersten Knesset und von 1951 bis 1955 Erziehungsminister im Kabinett unter David Ben-Gurion. 1953 wurde der von ihm verfasste Gesetzesentwurf für staatliche Bildung in der Knesset angenommen. Auch die Rechtsgrundlage zur Schaffung der Gedenkstätte Yad Vashem stammt aus seiner Feder. 1959 gehörte er zu den Gründungsmitgliedern der Israelischen Akademie der Wissenschaften.
Mit Gleichgesinnten gründete er die sogenannte Jerusalem school of history, die einen historischen Narrativ um zwei zentrale Grundannahmen entwarf:
- Juden sind ein einzigartiges und klar abgrenzbares Volk, das seit dem Beginn des Exils durch den Glauben an die Rückkehr nach Zion verbunden ist.[2]
- Die Gründung des Staats Israel ist die Verwirklichung eines 1000 Jahre alten Traums.[2]

Die von ihnen vertretene Annahme, es habe bereits in der Vormoderne einen Nationalismus gegeben, geriet spätestens in den 1990er Jahren unter Historikern in die Defensive. Dinurs Diskurs blieb aber bis in die 1970er Jahre in Israel bestimmend. 1991 verlangte die politische Führung eine veränderte Geschichtsschreibung.

## Ehrungen
Zweimal erhielt er den von ihm selbst angeregten, 1953 gestifteten Israel-Preis: 1958 in der Kategorie Jüdische Studien und 1973 in der Kategorie Bildung.